# Direito da Babilônia

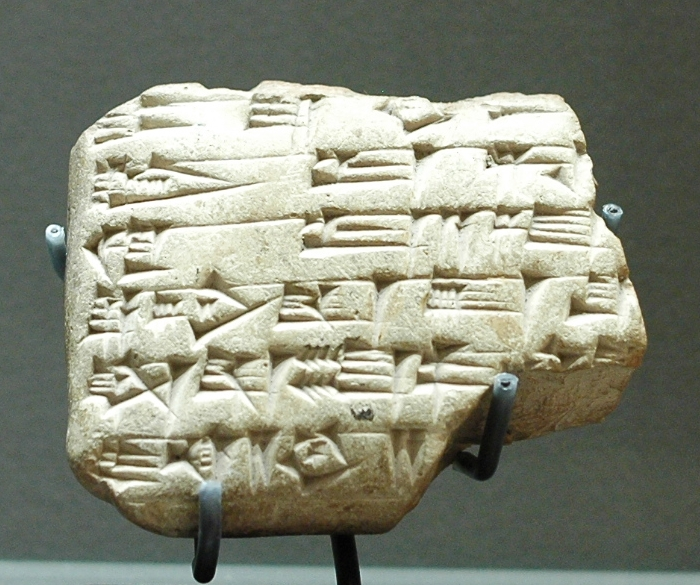
Tabuleta com escrita cuneiforme

O Direito Babilônico é um subconjunto da lei cunhada (escrita cunhada) que recebeu estudo particular, devido a singular extensão de materiais arqueológicos encontrados relacionados a ele. Os chamados contratos existem aos milhares, incluindo uma grande variedade de obras, meios de transporte, títulos, contas, recibos e o mais importante de tudo, decisões judiciais reais dadas pelos Juizes dos tribunais. Inscrições históricas, cartas régias e rescritos, despachos, cartas particulares e da literatura em geral também foram materiais de grande relevância, os quais foram descobertos. Outras culturas envolvidas com a antiga Mesopotâmia compartilhavam as mesmas leis e precedentes comuns.
A descoberta do código, agora célebre, de Hamurabi tornou possível um estudo mais sistemático do que poderia ser resultado de apenas a classificações e interpretações de outro material. Existem fragmentos de outros códigos antigos que foram publicados, mas ainda faltam muitos pontos que necessitam de evidências. Esse código constitui a espinha dorsal da maioria de outras reconstruções. Fragmentos recuperados mostram que foi estudado, dividido em capítulos, intitulado e recopiado para 1500 anos ou mais. Muitos precedentes legais da  Babilônia permaneceram em vigor, mesmo através das conquistas persas, gregos e parto, que tiveram pouco efeito sobre a vida privada na Babilônia, a qual sobreviveu para influenciar os romanos.
Na Mesopotâmia, o sistema jurídico era altamente desenvolvido e crucial para manter a ordem e a justiça. Uma das contribuições mais notáveis foi o Código de Hamurabi, criado pelo rei Hamurabi da Babilônia por volta de 1754 a.C. Este código, uma das coleções de leis mais antigas conhecidas, consistia em 282 leis que abordavam uma ampla gama de questões, desde disputas comerciais até crimes e punições, baseadas nos princípios de retribuição e restituição. Por exemplo, se um construtor construísse uma casa que desabasse e matasse o proprietário, ele poderia ser condenado à morte. As leis também cobriam aspectos familiares como herança, casamento e divórcio, garantindo direitos específicos às mulheres e crianças.
A aplicação da lei era realizada por uma hierarquia de autoridades, incluindo juízes que interpretavam as leis e decidiam os casos, e escribas que registravam os procedimentos legais. Os templos também desempenhavam um papel importante no sistema jurídico, servindo como centros de resolução de disputas e locais de armazenamento de documentos legais. A justiça combinava autoridade real, religiosa e civil, visando assegurar a ordem e proteger os direitos dos indivíduos. Outros códigos legais, como o Código de Ur-Namu e o Código de Lipite-Istar, também existiram, refletindo a continuidade e a complexidade do direito na Mesopotâmia. Os contratos encontrados em registros arqueológicos mostram uma ampla variedade de transações, incluindo obras, meios de transporte, títulos, contas e recibos, bem como decisões judiciais dos tribunais. Estes documentos, juntamente com inscrições históricas e correspondências régias, revelam a sofisticação do sistema jurídico mesopotâmico, que influenciou muitas culturas posteriores e permaneceu em vigor através de várias conquistas, incluindo as dos persas, gregos e partas.

## Influência Tribal
A história da Mesopotâmia é de luta pela supremacia entre cidades. A metrópole exigiu uma tributação e apoio militar da cidade dominada, entretanto, não afetou os cultos e os costumes locais. O direito da cidade era respeitado pelos reis e conquistadores igualmente.  Quando as tribos semitas se estabeleceram nas cidades da Mesopotâmia, seus costumes tribais passaram a vigorar como leis municipais. A população de Babilônia era multiétnica, e intercomunicação entre as cidades era incessante.  Cada cidade tinha um grande número de estrangeiros residentes. Foi, no entanto, reservado para o gênio de Hamurabi para fazer a Babilônia sua metrópole e soldar seu vasto império por um sistema uniforme de direito.Roselis von Sass

## Código de Hamurabi

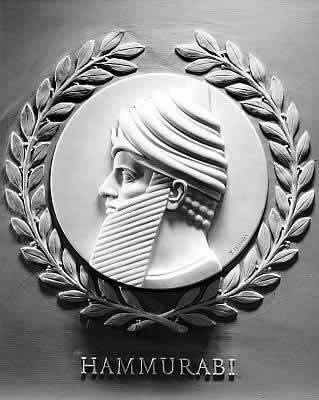
Em mármore de baixo relevo de Hamurabi, uma das 23 grandes legisladores históricos na Câmara da Casa dos Representantes dos EUA no Capitólio dos Estados Unidos

Na época de Hamurabi, quase todos os vestígios de costume tribal já haviam desaparecido da lei do Código.  É lei estadual, de auto-ajuda, o sangue-contenda, e o casamento por captura, estão todos ausentes, embora código da solidariedade familiar, a responsabilidade do distrito, provação, e a lei de talião (olho por olho), são características primitivas que permanecem. O rei era um autocrata benevolente, facilmente acessível a todos os seus súditos, capaz e disposto a proteger os fracos contra o opressor. O poder real, no entanto, só pode perdoar quando ressentimento privado está satisfeito. Os juízes eram rigorosamente supervisionados, e o recurso era permitido. A posição das mulheres era livre e digna.
O Código não se limitou encarnar o costume contemporâneo ou o que a antiga lei conservava. É verdade que os séculos de cumprimento da lei tinham acumulado, nos arquivos do templo de cada cidade, vastas quantidades de precedente em obras antigas e registros das decisões judiciais e que a relação sexual tinha assimilado personalizado na cidade. O hábito universal de escrita, e o recurso perpétuo para contrato escrito, tinha modificado precedentes e costumes antigos.
Se as próprias partes podiam concordar com os termos, o Código, como regra, deixava livre para fazer contratos. Seus atos de acordo foram elaborados no templo por um notário público, e confirmou com juramento "por Deus e o rei". Ele foi selado e testemunhado por profissionais, bem como por interessados públicos. Quando uma questão judicial não era respondida pelo código, o assunto era encaminhado para um júri, outra vez não chegando a um acordo o caso era enviado para o rei.ANTONIO CARLOS WOLKMER